# Ринна, Лиза
Ли́за Ри́нна (англ. Lisa Rinna; род. 11 июля 1963, Медфорд, Орегон) — американская телеведущая, актриса, модель, бизнесвумен, писатель, танцовщица и светская львица, наиболее известная по ролям Тейлор Макбрайд в прайм-тайм мыльной опере Fox «Мелроуз Плейс», и Билли Рид в дневной мыльной опере NBC «Дни нашей жизни».

## Карьера
Лиза Ринна в возрасте 22 лет снялась в музыкальном клипе одного из популярных исполнителей того времени, позже она стала появляться в эпизодических ролях в сериалах и постепенно получала более яркие роли. Между 1988 и 1993 годами она снялась в нескольких фильмах, а затем получила свою самую большую на тот момент роль в сериале «Дни нашей жизни». Позже она стала сниматься в более популярном шоу того времени «Мелроуз Плейс».
Ринна принимала участие в нескольких проектах совместно со своим мужем Гарри Хэмлином. В 2001 году она снялась в фильме «Спросите Синди», где её партнёром выступил Чарли Шин.
В 2002 году, после того как она стала известной как актриса, Ринна сменила профессию и стала работать телеведущей. В том же году она запустила собственное шоу, за которое получила четыре номинации на Дневную премию «Эмми». Её шоу выходило до 2006 года. В 2009 году ога сыграла одну из главных ролей в бродвейском мюзикле «Чикаго».
С 2007 года Ринна была ведущей мероприятий TV Guide, а также организовала несколько выпусков шоу Live with Regis and Kelly. С 2003 года она также вела своё шоу Merge. Ринна участвовала во втором сезоне шоу «Танцы со звёздами», где получала высокие оценки от судей, но выбыла после седьмого эпизода. В 2010 году она выпустила реалити-шоу о своей жизни под названием Harry Loves Lisa. В 2011 и 2013 годах она участвовала в шоу Celebrity Apprentice
В 2014 году Ринна присоединилась к шоу «Настоящие домохозяйки Беверли-Хиллз». Также она стала лицом рекламы подгузников для взрослых.

## Личная жизнь
С 21 марта 1997 года Ринна замужем за актёром Гарри Хэмлином. У супругов есть две дочери — Делайла Белль Хэмлин (род.10.06.1998) и Амелия Грей Хэмлин (род.13.06.2001).
Утром в пятницу 14 сентября 2012 года Лиза Ринна попала в серьёзную автокатастрофу в Лос-Анджелесе, штат Калифорния), когда возвращалась домой, после того как отвезла свою младшую дочь Амелию в школу, и получила травму шеи.
Ринна не скрывает, что она прибегала к услугам пластической хирургии и ботоксу.

## Фильмография
| Год       |     | Русское название            | Оригинальное название           | Роль                         |
| --------- | --- | --------------------------- | ------------------------------- | ---------------------------- |
| 1988      | ф   | Ярость в плену              | Captive Rage                    | Люси Делакорт                |
| 1990      | с   | Валери                      | Valerie                         | Энни Деррик                  |
| 1990      | ф   | —                           | Monday Morning                  | Сьюзан Певенси               |
| 1991      | тф  | Ложь перед поцелуем         | Lies Before Kisses              | Адрианн                      |
| 1991      | с   | —                           | Shades of LA                    | Холли                        |
| 1991      | с   | Спасатели Малибу            | Baywatch                        | Келли                        |
| 1992—2018 | с   | Дни нашей жизни             | Days of Our Lives               | Билли Рид                    |
| 1993      | тф  | —                           | Night Sins                      | Билли Рид                    |
| 1993      | ф   | Войны роботов               | Robot Wars                      | Энни                         |
| 1994      | тф  | Зимняя жара                 | Winter Heat                     | Билли Рид                    |
| 1995      | тф  | Исчезновение                | Vanished                        | Мариэль Делоне               |
| 1996—1998 | с   | Мелроуз-Плейс               | Melrose Place                   | Тейлор Макбрайд              |
| 1997      | тф  | Рядом с опасностью          | Close to Danger                 | Дженнифер Коул               |
| 1998      | с   | —                           | House Rules                     | Кассиопа «Касси» Девайн      |
| 1998      | тф  | Обезглавить Гидру           | Nick Fury: Agent of Shield      | Валентина Аллегра де Фонтейн |
| 2000      | тф  | Муж другой женщины          | Another Woman’s Husband         | Лорен Макартур               |
| 2000      | с   | —                           | Movie Stars                     | Эми Уэллс Хантер             |
| 2001      | тф  | —                           | Sex, Lies & Obsession           | Джоанна Томас                |
| 2001      | тф  | Ох, уж эти детки            | Oh, Baby                        | Мишель Грант                 |
| 2001      | ф   | Спросите Синди              | Good Advice                     | Вероника Симпсон             |
| 2002      | с   | —                           | Movie Stars                     | Саманта                      |
| 2004      | с   | 8 простых правил            | 8 Simple Rules                  | Холли                        |
| 2004—2006 | с   | Вероника Марс               | Veronica Mars                   | Линн Экхоллс                 |
| 2007      | с   | Красавцы                    | Entourage                       | Донна Дивейни                |
| 2008      | с   | Ханна Монтана               | Hannah Montana                  | Франческа                    |
| 2010      | с   | Сообщество                  | Community                       | мама Марка                   |
| 2011      | с   | Биг Тайм Раш                | Big Time Rush                   | Брук Даймонд                 |
| 2013      | с   | Ночное шоу с Джеем Лено     | The Tonight Show with Jay Leno  | мама Аманды                  |
| 2014      | с   | Неуклюжая                   | Awkward                         | Ева Мейнсфилд                |
| 2015      | тф  | —                           | Bound & Babysitting             | Джейн                        |
| 2015      | с   | C.S.I.: Место преступления  | CSI: Crime Scene Investigation  | Тори Нолан                   |
| 2015      | с   | Горячие жены из Лас-Вегаса  | The Hotwives of Las Vegas       | Кендра                       |
| 2016      | кор | —                           | Grannie                         | мисс Ханиган                 |
| 2017      | с   | Бывает и хуже               | The Middle                      | Тэмми Брукс                  |
| 2018      | с   | Гостевая книга              | The Guest Book                  | Лоретта                      |
| 2019      | кор | —                           | Countess Luann: Feelin’ Jovani  | третий ангел                 |
| 2019      | с   | Так близко                  | This Close                      | Присцилла                    |
| 2021      | мс  | Принц                       | The Prince                      | в роли самой себя            |
| 2021      | с   | —                           | Days of Our Lives: Beyond Salem | Билли Рид                    |
| 2021      | с   | Психиатр по соседству       | The Shrink Next Door            | в роли самой себя            |
| 2022      | мс  | Великий север               | The Great North                 | в роли самой себя            |
| 2023      | с   | Американские истории ужасов | American Horror Stories         | Шейла Кляйн                  |